# 井手博
井手 博（いで ひろし、1961年 - ）は、日本の実業家。

## 略歴
京都府出身。京都府立朱雀高等学校を経て、1983年に慶應義塾大学商学部を卒業後、石川島播磨重工業（現IHI）に入社。
2017年執行役員、2019年常務執行役員、2020年代表取締役社長COOを経て、2021年代表取締役社長CEO。